# Романовский, Феликс Карлович
Феликс Карлович Романовский (23 марта 1939, Ленинград, СССР — 5 мая 2016, Санкт-Петербург, Российская Федерация) — российский архитектор. Заслуженный художник Российской Федерации, профессор Санкт-Петербургской государственной художественно-промышленной академии им. А. Л. Штиглица, член правления Санкт-Петербургского союза художников, председатель художественной секции градостроительного совета Санкт-Петербурга.

## Биография
В 1963 г. окончил ЛВХПУ им. В. И. Мухиной.
С 1965 г. — вёл преподавательскую деятельность в ЛВХПУ им. В. И. Мухиной.
В 1968—1979 г. — главный архитектор проекта в институте ЛЕНПРОЕКТ. В 1989—1992 г. — главный художник Ленинграда.
С 1989 г. — председатель секции декоративно-прикладного искусства Союза художников Ленинграда, затем — Санкт-Петербурга и член градостроительного Совета Санкт-Петербурга.
С 1992 г. — руководитель персональной творческой архитектурной мастерской.
С 1996 г. — профессор Академии Штиглица.

## Основные работы
Автор проектов реконструкции Дворцовой площади, Соляного переулка, Малой Конюшенной улицы, им выполнены архитектурные проекты памятников Петру I («Царь-плотник») на Адмиралтейской набережной, Джамбулу Джабаеву на ул. Джамбула, а также Успенская церковь на Малой Охте. Проект Малой конюшенной улицы (первой пешеходной зоны города) был удостоен Премии Правительства Санкт-Петербурга.
Постройки и проекты мастера были реализованы во многих городах. Среди них: Москва, Санкт-Петербург, Пушкин, Зеленогорск, Вологда, Кострома, Калининград, Уфа, Псков, Комсомольск на Амуре, Альметьевск, Повенец, Нижний Тагил, Гавр.

## Галерея

Дом Раскольникова
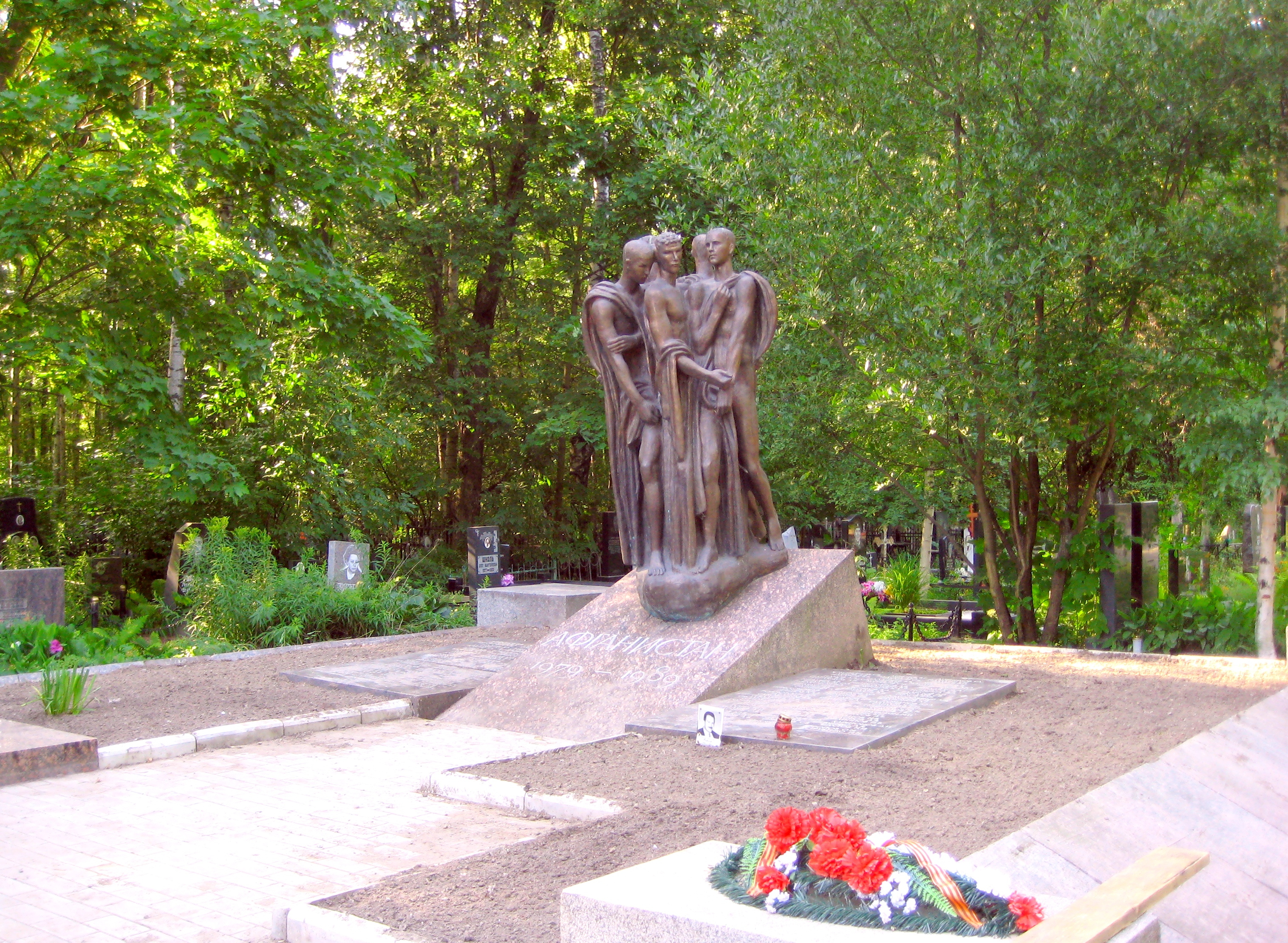
Мемориал воинам-афганцам на Серафимовском кладбище

## Награды и звания
Заслуженный художник Российской Федерации (2002).